# 科學怪人傳說
《科學怪人傳說》（日語：エンバーミング）为日本漫画家和月伸宏的漫畫作品。於《Jump SQ》（集英社）2007年12月號上進行連載；2015年5月號結束連載。單行本全10卷。

## 劇情簡介
在19世纪末的欧洲，休理·福拉特莱纳为了向杀死父母性命的凶手复仇，而对手是超越人类生物的男子。

## 登場角色

### 主要角色
休理·福拉特萊納(Fury Flatliner)
本作的主角，再破壞殺死自己父母的人造人後因頭部斷裂而死，之後被比蓓莉改造成"終極的第九具人造人"。在喜歡的女孩被雷斯殺死之後，成為人造人的他發誓要殺光所有的人造人。
Dr.比蓓莉(Dr.Peaberry)
將休理改造成人造人的美女醫師，想要利用休理來破壞"終極的八具"人造人。
艾黛兒·懷斯(Edel Weiss)
休理所愛的女孩，在被雷斯殺死之後埋葬於山丘上的花園中。
阿修希特·立希達(Ashuhit Richter)
人造人艾魯姆的調整師，小時候因為一時的好奇帶著艾魯姆去看自己父親製造人造人的過程，間接害死艾魯姆，為了讓艾魯姆復原成人類正和她一起旅行。
艾魯姆·L·雷涅凱特(Elm L Renegade)
十年前因為實驗室的意外而不幸死亡。之後被阿修希特的父親改造成人造人，生前13歲。
麥克·羅夫特(Mccroft)
負責和屍體領主聯絡的警官。
佛雷迪利克·阿巴萊(Frederick Abarain)
負責人造人事件的警官。
約翰·多伍(John Doe)
十年前殺死艾魯姆的人造人，在雷斯死後成為了休理的宿敵。
真實身份是維克多·弗蘭肯斯坦所創造的第一具人造人「the one」，擁有最強的實力。
the one
維克多·弗蘭肯斯坦於正編開始100 年以前所創造的最初的人造人。 約翰的真面目。 長髮、眼睛沒有瞳孔、淚流滿面的臉。
被創造自己的維克多厭惡，在北極冰原迎接了悲劇的下場。 但是實際上被冰封而沒有機能停止的狀態下在某村莊視為神明祭祀，被多多（屍體領主）找到之後於波拉魯特再啟動，以喪失記憶的人類「約翰·多伍」復活。
作為人造人的機能是絕對的，1 世紀不施行維護也沒有問題的身體、正面擊碎肌肉機能特化型溫凱霍亞胳膞的力量等，連「終極的 8 具」都凌駕。

### 敵對角色
雷斯·亞連(Wraith Allen)
休理的朋友，死後被改造成人造人，由於精神發生異常的變化殺害了艾黛兒·懷斯。
抵達倫敦後加入屍體領主的組織「閃電兄弟」，並與終極八具,外骨骼合而為一，最後被休理殺死。
屍體領主/多多·夏汀(Tod Shatten)
人造人的領袖之一，由於非常喜歡屍體於是將自己改造成人造人。

### 終極的八具
Dr.立希達製造出來最強的八具人造人，每種都有自己的能力，非常強大。
1.骨骼機能特化型人造人 外骨骼(Exoskeleton)
2.呼吸機能特化型人造人 李巴·霍巴(Reaper Hopper)
3.消化機能特化型人造人 清道夫(Scavenger)
4.肌力機能特化型人造人 姆斯凱爾·溫凱霍亞(Muskel Ungehoer)
5.感覺機能特化型人造人 老虎莉莉·高芬(Tigerlily Coffin)
6.血液機能特化型人造人 約翰·多伍(John Doe)
7.皮膚機能特化型人造人 艾魯姆·L·雷涅凱特(Elm L. Renegade)
8.機能特化型人造人 多多·夏汀(屍體領主)()

## 出版書籍
| 卷數 | 集英社        | 集英社                 | 東立出版社     | 東立出版社             | 天下出版   | 天下出版               |
| 卷數 | 發售日期      | ISBN                   | 發售日期       | ISBN                   | 發售日期   | ISBN                   |
| ---- | ------------- | ---------------------- | -------------- | ---------------------- | ---------- | ---------------------- |
| 1    | 2008年9月4日  | ISBN 978-4-08-874508-4 | 2009年10月12日 | ISBN 978-986-10-4198-8 | 2009年11月 | ISBN 978-988-8029-92-1 |
| 2    | 2009年7月3日  | ISBN 978-4-08-874638-8 | 2009年12月21日 | ISBN 978-986-10-4199-5 | 2009年12月 | ISBN 978-988-8030-26-2 |
| 3    | 2009年8月4日  | ISBN 978-4-08-874721-7 | 2010年3月19日  | ISBN 978-986-10-4314-2 | 2010年3月  | ISBN 978-988-8030-77-4 |
| 4    | 2010年10月4日 | ISBN 978-4-08-870097-7 | 2011年1月24日  | ISBN 978-986-10-6598-4 | 2010年12月 | ISBN 978-988-8030-49-2 |
| 5    | 2011年5月2日  | ISBN 978-4-08-870203-2 | 2011年11月10日 | ISBN 978-986-10-7864-9 | 2011年10月 | ISBN 978-988-8097-71-5 |
| 6    | 2011年8月4日  | ISBN 978-4-08-870247-6 | 2012年5月16日  | ISBN 978-986-10-8328-5 | 2012年3月  | ISBN 978-988-8099-03-0 |
| 7    | 2012年9月4日  | ISBN 978-4-08-870506-4 | 2013年9月30日  | ISBN 978-986-317-938-2 | 2012年12月 | ISBN 978-988-8100-62-0 |
| 8    | 2014年5月2日  | ISBN 978-4-08-870896-6 | 2015年4月16日  | ISBN 978-986-365-151-2 | 2014年7月  | ISBN 978-988-8214-95-2 |
| 9    | 2014年12月4日 | ISBN 978-4-08-880179-7 | 2015年6月29日  | ISBN 978-986-382-453-4 | 2015年4月  | ISBN 978-988-8215-58-4 |
| 10   | 2015年5月1日  | ISBN 978-4-08-880357-9 | 2016年4月27日  | ISBN 978-986-431-512-3 | 2015年7月  | ISBN 978-988-8215-75-1 |